# MT Большой Медведицы
MT Большой Медведицы (лат. MT Ursae Majoris) — двойная затменная переменная звезда типа W Большой Медведицы (EW) в созвездии Большой Медведицы на расстоянии приблизительно 1464 световых лет (около 449 парсеков) от Солнца. Видимая звёздная величина звезды — от +12,16m до +11,75m. Орбитальный период — около 0,8006 суток (19,215 часов).